# Macris Carneiro
Pour les articles homonymes, voir Silva et Carneiro (homonymie).
Macris Fernanda Silva Carneiro est une joueuse de volley-ball brésilienne née le 3 mars 1989 à Santo André (São Paulo). Elle mesure 1,78 m et joue au poste de passeuse.

## Clubs
| Club                    | De        | À         |
| ----------------------- | --------- | --------- |
| São Caetano             | 1998-1999 | 2008-2009 |
| São Bernardo            | 2009-2010 | 2010-2011 |
| São Caetano             | 2011-2012 | 2011-2012 |
| Esporte Clube Pinheiros | 2012-2013 | 2014-2015 |
| Brasília Vôlei          | 2015-2016 | 2016-2017 |
| Minas Tênis Clube       | 2017-2018 | …         |

## Palmarès

### Équipe nationale
- Grand Prix Mondial
  - Vainqueur : 2017.
- Ligue des nations
  - Finaliste : 2019.
- Championnat d'Amérique du Sud
  - Vainqueur : 2017, 2019.
- Jeux Panaméricains
  - Finaliste : 2015.

### Clubs
- Championnat du monde des clubs
  - Finaliste : 2018.
- Championnat sud-américain des clubs
  - Vainqueur : 2018, 2019, 2020.
- Championnat du Brésil
  - Vainqueur : 2019.
- Coupe du Brésil
  - Vainqueur : 2015, 2019.
- Supercoupe du Brésil
  - Finaliste : 2017, 2019.

### Distinctions individuelles
- Championnat sud-américain des clubs de volley-ball féminin 2018: Meilleure passeuse[1].
- Championnat du monde des clubs de volley-ball féminin 2018 : Meilleure passeuse[2]
- Ligue des nations féminine de volley-ball 2019: Meilleure passeuse[3].
- Championnat sud-américain des clubs de volley-ball féminin 2020: Meilleure passeuse[4].